# Scolopendra crassa
Scolopendra crassa är en mångfotingart som beskrevs av Robert Templeton 1846. Scolopendra crassa ingår i släktet Scolopendra och familjen Scolopendridae.
Artens utbredningsområde är Sri Lanka. Inga underarter finns listade i Catalogue of Life.